# بوسیسیو پارینی
بوسیسیو پارینی (به ایتالیایی: Bosisio Parini) یک کومونه در ایتالیا است که در استان لکو واقع شده‌است.

## خصوصیات
بوسیسیو پارینی ۶٫۶ کیلومترمربع مساحت و ۳٬۵۳۲ نفر جمعیت دارد و ۲۷۰ متر بالاتر از سطح دریا واقع شده‌است.